# Steinbeck (Aue)
Der Steinbeck (niederdeutsch Steenbeek) ist ein 10,1 km langer Bach in Niedersachsen im Landkreis Stade, der von rechts in die Aue mündet.

## Geographie

### Verlauf
Seine Quelle hat der Steinbeck bei Revenahe. Von dort aus fließt er nach Norden und nimmt von rechts den Apenser Hauptgraben auf. Von links mündet der Griemsbach, der sein Wasser im Naturschutzgebiet Braken und Harslah aufnimmt und an Griemshorst vorbeifließt. Am linken Ufer vom Steinbeck liegt Weißenfelde und am rechten Ruschwedel. Die beiden Bahnstrecken Bremerhaven-Wulsdorf–Buchholz und Buxtehude–Harsefeld führen über den Bach. Bei Ruschwedel geht der Steinbeck nach Nordwesten weiter und tangiert Rutenbeck. Der Bach durchfließt die Steinbeckforst und mündet nordöstlich von Harsefeld in die Aue.

## Belege
1. 1 2 3  OpenStreetMap
2. ↑  Gewässergütebericht ELBE 2000 Niedersachsen.